# Битка при Кашъкбаир и Карахасанкьой
Битка при Кашъкбаир и Карахасанкьой е началото на османското настъпление на Източния фронт в Руско-турската война (1877-1878).

## Оперативна обстановка
С началото на Руско-турската война (1877 – 1878) Източният руски отряд, с командир престолонаследника Александър Александрович, се насочва към района на Четириъгълника на крепостите. Заповедта е да се блокират усилията на Източнодунавската османска армия, с командир Мехмед Али паша, за флангови удар от изток срещу главните руски сили. Първият сблъсък при Кашъкбаир и с. Карахасанкьой е началото на действията на Източния фронт.

## Бойни действия

### Бой при Кашъкбаир
Части на Ескиджумайския армейски корпус от 7 табора, с командир Хасан паша на 9 август 1877 г. атакуват и превземат височините Кашъкбаир, в района на селата Априлово – Аязлар. Охранявани са от един руски батальон.
От 21:30 часа на 10 август руски подкрепления от 8 батальона и 2 батареи атакуват и си възвръщат височините. Отбиват десет османски контраатаки, които продължават до сутринта на 11 август. Под натиска на включените в боя вражески подкрепления от 20 табора и ожесточени контраатаки руските сили се изтеглят на западния бряг на река Черни Лом.
Постигнатата победа създава в османското командване убеждение, че е в състояние да провежда настъпателни операции.
Руските загуби са 350 убити и ранени офицери и войници.
Османските загуби са неизвестни.

### Бой при село Карахасанкьой
Руските сили са групирани при село Карахасанкьой в състав от 3 батальона, 1 дивизион и 6 оръдия, общо 3837 офицери войници с командир генерал-майор Степан Леонов. Около 9 часа на 18 август са атакувани от османски сили от 27 табора, 14 ескадрона и 42 оръдия с командир Хасан паша. Води се ожесточен 12-часов бой. Позицията е удържана от гвардейските казаци на генерал-майор Николай Леонов. Около 18 часа руските части се изтеглят на запад от река Черни Лом.
Руските загуби са 504 убити и ранени офицери и войници.
Османските загуби са около 900 убити и ранени офицери и войници.
Едновременно с боя при село Крахасанкьой са водени и боеве при селата Хадъркьой и Аязлар. Под натиска на превъзхождащите османски сили руските части организирано се изтеглят на запад. Разполагат се в района на село Попкьой.
Независимо от успеха османското командване не успява да разкъса фронта на Източния руски отряд, който заема нови позиции.

## Галерия
- Братска могила при село Светлен (Аязляр)
- Паметник на загиналите руски войни край село Светлен в местността Капитан гроб или Кашък баир
- Братска могила край село Зараево (Карахасанкьой)
- Паметник на щабс-ротмистър Павел Богданович край село Зараево
- Братска могила край град Попово
- Паметник на руския писател Всеволод Гаршин, редник от 138-и Болховски пехотен полк, ранен в сражението край село Светлен и изпратен за лечение в Русия